# Departamento de Caucete
Departamento de Caucete är en kommun i Argentina.   Den ligger i provinsen San Juan, i den centrala delen av landet, 900 km väster om huvudstaden Buenos Aires. Antalet invånare är 33 609. Arean är 7,5 kvadratkilometer.
Terrängen i Departamento de Caucete är mycket platt.
Omgivningarna runt Departamento de Caucete är i huvudsak ett öppet busklandskap. Runt Departamento de Caucete är det mycket glesbefolkat, med 4 invånare per kvadratkilometer.